# Chaerophyllum neglectum
Chaerophyllum neglectum är en flockblommig växtart som beskrevs av V.J.Zinger. Chaerophyllum neglectum ingår i släktet rotkörvlar, och familjen flockblommiga växter. Inga underarter finns listade i Catalogue of Life.